# キスキスバンバン (お笑いコンビ)
キスキスバンバンは、かつてマセキ芸能社で活動していたお笑いコンビ。2004年結成。2011年6月14日解散。

## メンバー
嶋原 泰裕（しまばら やすひろ、1980年6月28日-）ツッコミ担当
- 宮崎県日南市（旧北郷町）出身。A型。
- コンビ解散後、「嶋原の乱」という芸名でピンで活動中。

高橋 良昭（たかはし よしあき、1981年2月16日-）ボケ担当
- 宮崎県日南市（旧北郷町）出身。A型。
- 解散後は、芸能界を引退している。

## 略歴
2004年にコンビを結成。事務所ライブ「パンキッシュガーデン」を中心にコントを披露。

### 解散
2011年6月14日、マセキ芸能社オフィシャルサイトにてキスキスバンバンの解散が発表された。高橋は芸人を辞めることになり「芸人とは違う道で頑張っていきたい」とコメント。嶋原は「この8年間で色々な経験をした事は、僕にとって、とても貴重なものになりました!」と述べている。

## ネタ
- 芸風は主にコント。宮崎県の農家を舞台にした田舎コントや、「ケータイメールを送る人」などの日常コント、背後霊等がある。農家のコントでは、手作りの鍬を持ちながら演じることもある。

## 出演
- 爆笑オンエアバトル　戦績2勝3敗 最高465KB
- オンバト+　戦績0勝1敗 最高237KB
- 最強兵器女子高生 RIKA（2008年） 高橋のみ
- モバタレGREAT（「タレタマ」として出演）
- エンタの天使（日本テレビ） - 第6回（2008年9月3日）、キャッチコピーは『農業の革命児』
- 森田一義アワー 笑っていいとも!（フジテレビ） - 2010年10月1日
- ニコニコ動画マセキちゃんねるネタ動画